# 土地競逐

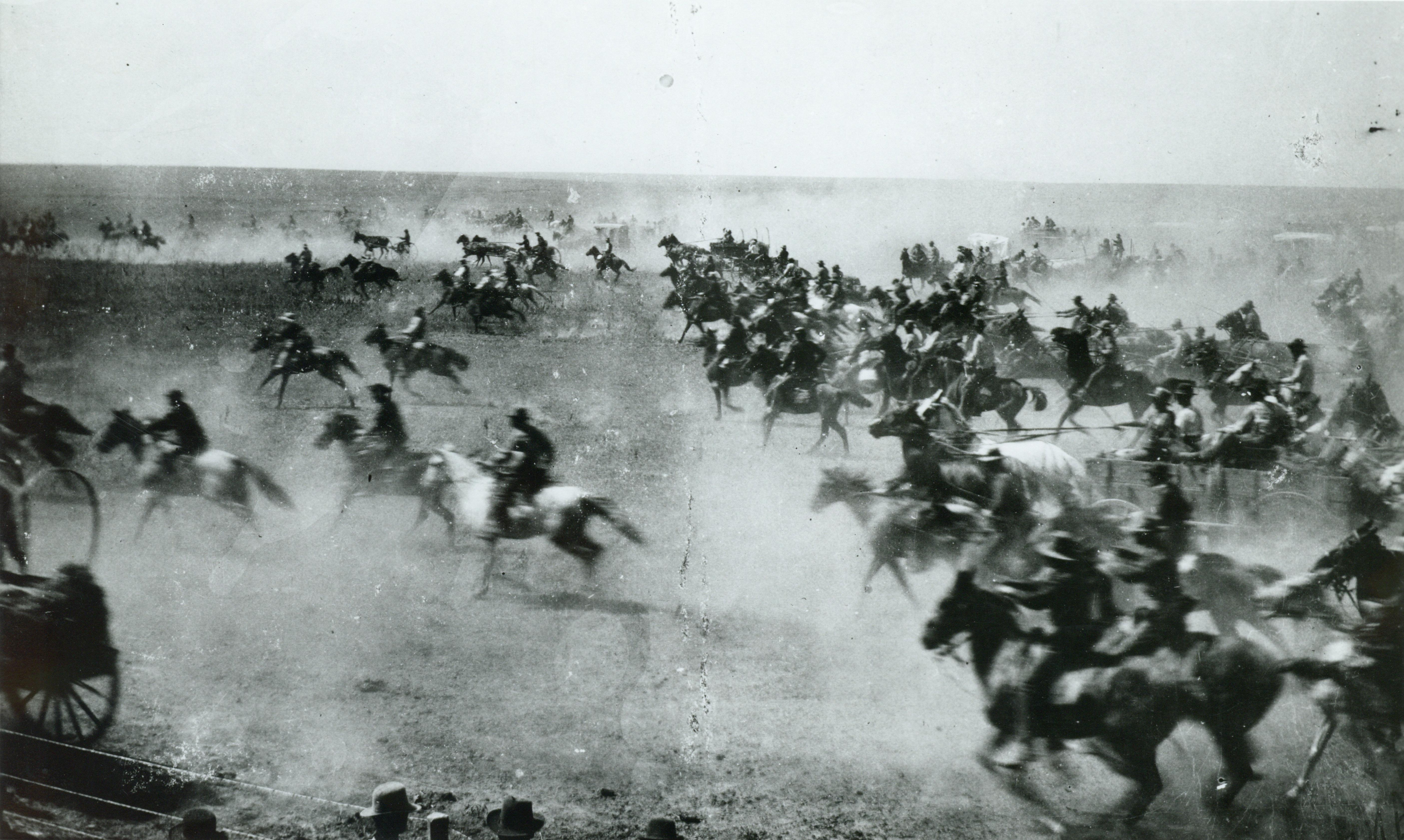
唯一一張土地競逐正激烈進行中的相片。攝於1893年

土地競逐或土地競逐潮，是指將美國以先到先得的方式釋出原本限制使用的土地進行公地放領。除以先到先得的方式標售外，也可能經由競標或抽籤乃至非競逐的方式提供。無論是來自何種方式，都是由合眾國土地總署取得。對於印第安保留區土地，土地總署會根據事先商定的條款分配銷售所得予各部落。俄克拉荷馬州的1889年土地競逐是其中最突出的一次，而1893年土地競逐則規模最大。今俄克拉荷馬州境內最後一次的土地競逐，迄今為止，是在1895年放領前基卡普(Kickapoo)地區。

## 俄克拉荷馬州
後來成為俄克拉荷馬州的美國屬地，在被大衛·劉易斯·潘恩等嬰兒潮世代的激進領袖策動著連年爭搶下，州議會終於同意開放被稱之為“無主地”的地塊。俄克拉荷馬州共有七次土地競逐，始於1889年4月22日那次最初也是最著名的“土地競逐”。這場競逐產生了“八九人”（Eighty-Niner，即參與過這場競逐的老手）和“急不可待者”（Sooner，在競逐正式開始前即先潛入場地的人）等詞語。這塊地即今俄克拉荷馬州的加拿大縣、克利夫蘭縣、翠鳥縣、洛根縣、俄克拉荷馬縣和潘恩縣等地。
這片放領給白人的印第安領地，廣達近兩百萬英畝，覆蓋現俄克拉荷馬州的大部分地區。1830年的《印第安人遷移法案》最終促成了「眼淚之路」。這片在土地供競逐之前被稱為無主地，分配給克里克族和塞米諾爾族。另有一些印第安部落於1861年另與美利堅聯盟國簽約結盟。印第安領地最初被認為不適合白人拓殖，所以被視為宜於重新安置美洲原住民之地。這些原住民讓出傳統土地以供白人定居，實則是被擠掉的。遷移工作始於1817年，一直到1880年代。印地安領地因之成為奇克索、喬克托、切羅基、克里克、夏延、科曼奇和阿帕奇等各族各部落的新家園。
1891年9月22日的競逐釋出愛荷華、薩克-福克斯、波塔瓦托米和肖尼等族的土地以供墾殖，一次就提供6,097宗地，每塊面積160英畝（65公頃）。全是原來的保留地。第二天又來一次，以劃定特庫姆塞，即B縣（後為波塔瓦托米縣）縣治所在。在1891年9月28日又是一次，以劃定錢德勒，即A縣（後為林肯縣）縣治所在。
1892年4月19日的競逐釋出了夏延族和阿拉帕霍族土地。
1893年9月16日的競逐史稱切羅基帶土地競逐。一次釋出8,144,682.91英畝（12,726平方英里，約330萬公頃）從切羅基人手中購得的土地，是為美國史上規模最大的土地競逐，比1889年那次大上四倍。位於俄克拉荷馬州伊尼德市東郊的切羅基地區遺產中心博物館即為此而設。
俄克拉荷馬州最後一次土地競逐在1895年為安置基卡普人而發起。每次的競逐都有許多問題在。聯邦政府認為，以此法向可能的拓殖者進行公地放領，效率低下。在1895年之後，政府改為透過密封投標競價的方式進行。以這種方式釋出的土地，主要是在基奧瓦-科曼奇-阿帕奇保留地（1901年）、威奇托-卡多保留地（1901年）和大牧場（1906年）等地。
20世紀也曾有過一次規模小得多的土地競逐，於1901年8月6日在阿卡迪亞社區內選定的地塊上進行，類似於1891年為劃定錢德勒而起的那次。

## 紀念
雕塑家保羅·摩爾於贏得俄克拉荷馬州建州一百週年紀念委託後，創作出俄克拉荷馬州百年土地競逐紀念碑。本作共有45件雕塑，包括馬匹和騎手、馬車和馬隊、以及犬隻等等，陳列於俄克拉荷馬城的下布里克敦。紀念碑完工後，預計佔地約365英尺（111公尺），將成為世界上佔地最廣的青銅雕塑之一。

## 大眾文化
- 埃德娜·費伯1929 年的小說《壯志千秋》以及根據該小說改編的1931年和1960年的同名電影都描述了1889年和1893年兩埸俄克拉荷馬土地競逐。
- 1893年土地競逐，一稱切羅基帶土地競逐，出現於在《風滾草》（1925年）和《遠離家園》（1992年）等電影中，及MA漢考克1969年的小說《雷鳴草原》中。

## 進階閱讀
- Stan Hoig. The Oklahoma Land Rush of 1889 (1989)

## 外部連結
- Oklahoma Land Rush of 1889 (Cornell University)
- "Land Run Monument" photos, Oklahoma City Official Website
- Maps of Oklahoma and Indian Territory in the Oklahoma State University Digital Maps Collection
- Land Runs, Women In.